# Стрип у Републици Српској
Стрип Републике Српске доживљава процват у периоду између 1992. и 2007. године. У околностима изазваним распадом Југославије, долази до настанка многих нових издавачких и новинских кућа на простору Републике Српске. Један од разлога за оснивање нових медија на простору Републике Српске је израстао из потребе да се јавност Републике Српске информише из домаћих медија који су настали у Републици Српској, и који се баве проблемима Републике Српске. Из истог разлога долази до потребе за домаћим стрипом у Републици Српској.

## Историјат

### 1990-е
Од јануара 1992. године, под окриљем "Гласа" почиње да излази лист за дјецу "Радознали глас". Ове новине су изашле у шест бројева(посљедњи пут у октобру 1992. године), са колорним стрипом на задњој страни. Ријеч је о рекламном стрипу "Витам - нови ритам" рађеном изван класичних стрипских конвенција, без оквира око кадрова, потписаног од сценаристе Исмета Бекрића и двојице цртача, Горана Јанковића и Душана Ђукића, који су га наизмјенично цртали. У часопису "Нови прелом", броју 4 од фебруара 1993. године изашла су два стрипа. Први је стрип без наслова, урађен у форми табле и потписан као заједнички рад цртача Дарије Вујиновић и сценаристе Данијела Симића. Други стрип је из серијала "Аполло" Горана Дујаковића. У јулу 1993. године Горан Дујаковић је урадио три табле стрипа за афишу позоришне представе "Маратонци трче почасни круг" у извођењу ДИС позоришта из Бања Луке, која се појавила одштампана на премијери представе 23. јула 1993. године. "Школарац", лист ученика нижих разреда основних школа, почиње од првог броја (мај 1993) објављивати стрип "Мачак Тошо" аутора Милорада Вицановића. Стрип је излазио у наставцима, углавном по двије табле у наставку, са укупно објављених 16 табли, од 22 колико је аутор укупно створио. Од првог броја "Школарца" излазе стрипови цртача Огњена Дамјановића, који се појављује са таблама под називом "Лажљиви програм" и "Трбоје Ленић". "Глас српски” наставља да његује домаћи стрип, па тако од 5. новембра 1993. године повремено излази двокаишни стрип "Иду дани" Горана Дујаковића, који на необичан и бизаран начин третира ратну стварност, али и обичну свакодневицу. До 26. фебруара 1994. године, када је изашао посљедњи, укупно је изашло 20, од 30 створених наставака.
"Крајишки војник", лист Првог крајишког корпуса Војске Републике Српске, 1993. године објављује стрип "Операција Падобран" Горана Дујаковића. Лист Српске радикалне странке Републике Српске и Републике Српске Крајине "Западна Србија", у броју 6 од новембра 1993. године објављује стрип "Мухамеданство у..." аутора Горана Кљајића. Током 1993. у изложбеном салону Дома културе Бања Лука (сада Бански двор) постављене су две изложбе стрипова, прва Милорада Вицановића и Десимира Миљића и друга Горана Дујаковића.
"Крајишки војник", 1994. године објављује стрип "Прва црта" Горана Дујаковића. У "Западној Србији" у броју 9 (фебруар 1994) појављује се са својим првим стрипом и карикатуриста Дарко Самарџић - Кодар. Ови стрипови су излазили без наслова, у форми табле, а теме које су обрађивали могу се сврстати под "универзалне" са високом цртачком и сценаристичком зрелошћу. Посљедњи стрип на страницама ових новина овај стваралац је објавио маја 1994. године и послије тога се није појављивао као стрипар на страницама овдашњих листова. Исти часопис у броју 13 од јуна 1994. године објављује сљедеће стрип табле: "Српска... будућност... у Хрватској", "Љекари без граница", "Конвоји хуманитарне помоћи намењени Србима", један стрип без наслова, "Краљица Хрвата" и "Међународне акције", аутора Горана Кљајића. Током 1995. године поново је у у изложбеном салону Дома културе Бања Лука постављена изложба Милорада Вицановића и Десимира Миљића.
"Глас српски" у седмичном додатку "Плус" од 30/31. марта 1996. почиње да објављује стрип "Извјестан поглед" Горана Дујаковића. Стрип је цртан у форми два каиша са црним пуним оквирима око кадрова, тематски шаролик, од политичких до "општих" тема. Стрип је излазио редовно неколико година, а до данас је објављено преко 200 наставака. Године 1996. излази први послијератни стрип албум у Републици Српској. Албум је намјенски цртан на тему "Срби - Историја у стрипу", а као комплетан аутор, цртач и сценариста, потписан је до тада апсолутно непознати Слободан Борјановић из Градишке. Крајишко дјечије позориште појављује се као издавач овог издања, штампаног на 72 странице у тиражу од чак 5000 примјерака! Албум је кроз 45 краћих цјелина обухватио историју Срба од њиховог доласка на Балкан до признавања Републике Српске.
Године 1997. и 1998. у седмичном додатку "Плус" дневног листа "Глас српски" излази пет табли двојца Небојша Ђумић (цртач) и Данијел Симић (сценариста). У бројевима 20 и 23 излазе колорни стрипови Небојше Ђумића и Дејана Шијука у форми табле на предзадњим странама. У часопису за дјецу и омладину "Ми" од броја 1 (новембар 1997) стрипом "Сага о Викингу", читаоцима се представља Мирослав Јовановић, до тада непознати цртач. Овај једнотаблоидни стрип је изашао у четири наставка. Часопис "Срећни људи" у броју 1 (април 1997) објављује стрип истоименог назива потписан од аутора Горана Ђуковића. Овај часопис се угасио већ послије трећег броја (јула 1997), када је изашао и посљедњи наставак овог стрипа рађеног у форми табле. Почетком 1997. године у Бањој Луци започиње да излази прави стрип магазин. У издању куће "Медиа-центар Прелом" у априлу се појављује први број магазина "Жалосна свеска", који је на 36 страница у цјелости представио радове петорице аутора: Милорада Вицановића, Десимира Миљића, Драге Вејновића, Горана Дујаковића и двојца Небојше Ђумића и Данијела Симића. Љета исте године излази други број "Жалосне свеске", овај пут на већем броју страница, појачан поред већ познатих и афирмисаних аутора и једном ауторком, Сузаном Прпић.
Трећи и последњи број стрип магазина "Жалосна свеска" излази фебруара 1998. године, технички и графички знатно побољшан, на 72 странице са радовима неколико нових аутора: Дејана Шијука, Боре Петковића, Горана Кљајића, Мирослава Јовановића, Станка Гојића и Ненада Поњевића. Од петог броја часопис "Ми" започиње објављивање нове епизоде стрипа "Сага о викингу" Мирослава Јовановића под називом "Клопка" која ће повремено излазити до септембра 1998. године (број 11). Часопис "Ми" од првих бројева објављује и стрип "Јаки" аутора Николе Јанковића, цртан најприје у форми каиша, да би у посљедњим бројевима прерастао у једну таблу по наставку, како је излазио и касније. У алтернативном магазину "Револт", у бројевима 4 и 5 (март-април 1998) објављене су двије табле аутора Александра Товирца. Називи ових стрипова су "Димензија" и "Сањао сам ноћас да те немам". Енигматски лист "Мира Енигма" објављује 1998. године у бројевима 29 и 31 стрип "Мргуд - Обичне приче" аутора Горана Дујаковића. Ови стрипови су цртани у форми табле. Постављена изложба радова десет бањалучких стрипара у просторијама Народног позоришта Републике Српске (Боро Петковић, Десимир Миљић, Мирослав Јовановић, Милорад Вицановић, Горан Дујаковић, Горан Кљајић, Небојша Ђумић, Дејан Шијук, Драго Вејновић и Сузана Прпић)

### 2000-е
Гласило Удужења студената машинског факултета из Источног Сарајева "Жврљоскоп" од марта 2000. до априла 2004. године објављује каишеве и табле стрипа "Жорж Страшни" Предрага Иконића. У овом периоду стрип "Жорж Страшни" појављивао се у многим студентским часописима широм Републике Српске, Србије и Црне Горе као и на интернет порталу "Стрип вести". Суботички стрип магазин "Бумеранг" у првом броју од маја 2000. године објављује прву епизоду серијала "Игре на снијегу" Предрага Иконића. Епизода носи назив "Клопка за Дједа Мраза". У јесен 2001. године објављено је стрип издање магазина за деконтаминацију младих "Бука" једноставног назива "Бука – стрип издање". Под уредничком палицом Дејана Шијука у овом једином броју од аутора из Републике Српске објављени су стрипови "Страшно оружје" Александра Гаћановића, "Нулизам несвјесног" Станка Гојића и стрип без наслова Дејана Шијука. Исти часопис у броју 8 од фебруара поред стрипова стрипаџија из бивше Југославије објављује и каишеве стрипа "Жорж Страшни" Предрага Иконића.
Почетком 2003. па све до средине 2005. године, у магазину "Патриот" излазио је полутаблоидни стрип Александра Саше Михајловића са Пала. Стрип је био коментар на тренутну политичку ситуацију у држави и у свијету. Бањалучки часопис за сатиру, хумор и карикатуру "Носорог" у броју 54 објавио је таблу стрипа "Кућа тајни" Предрага Иконића. Издавачка кућа "ПРИНТ МЕДИА" д.о.о. из Бањалуке од фебруара до јуна 2004. године објављује 4 броја стрип ревије "Стрип магазин" са стриповима страних аутора. Једино се у мајском броју 3 појављује домаћи стрип "I love homo sapiens" Милорада Вицановића. Стрип магазин "Еон" из Шапца у броју 2 (иако трећи по реду) објављује једнотаблоидни стрип "Ко то тамо пева" Предрага Иконића. И наредне 2005. године, исти часопис у броју 4 објављује три стрипа Предрага Иконића "Мјена", "Прича о Кости" и "Девет живота". Часопис за умјетност и културу "Ре" из Ријеке у броју 9 објавио је стрип о "Маркетинг" сценаристе Владимира Тадића и цртача Предрага Иконића.
У броју 5 стрип магазин "Еон" објављена је епизода стрипа "Екстра Геџа" цртача Предрага Иконића и сценаристе Дејана Стојиљковића. Од истог цртача објављен је и колор каиш стрипа "Лармаџије". У издању издавачке куће "XBS" из Бања Луке излазе 4 броја стрипа "Школан Форд" сценаристе Ненада Сузића и цртача Милорада Вицановића. Стрип је излазио на познатом аланфордовском формату, са два кадра по страници на стотињак страна у свакој епизоди. Објављене су епизоде: "Отмица", "Игра жмурке", "Повратак у будућност" и "Зборница". Од 4 до 19. децембра 2006. године у Културном центру Пале постављена је "Прва изложба стрипа Српске" петорице аутора (Станко Гојић, Александар Гаћановић, Милорад Вицановић, Дејан Шијук и Предраг Иконић). На 4. Међународном салону стрипа у Београду стрип "Глогиња" Дејана Шијука освојио је спонзорску награду издавчке куће "Бели пут" из Београда. Часопис за умјетност и културу "Ре" из Ријеке у броју 10 објавио је стрип "Ђаво са грешком" Предрага Иконића.
Током 2007. године "Прва изложба стрипа Српске" постављена је у марту у Лакташима и крајем августа у Лесковцу. У априлу 2007. године су радови аутора заступљених у "Првој изложби стрипа Српске" учествовали на заједничкој изложби босанскохерцеговачких стрип аутора у организацији удружења "Стрипопека иницијатива" из Сарајева. Изложба је носила назив "1. изложба БХ стрип цртача". Стрип магазин "Еон" наставља да објављује радове стрип цртача из Републике Српске па тако у броју 7 објављује стрипове "Без наслова" Дејана Шијука, "Легенда о незваном јунаку" Милорада Вицановића и "Из револта" цртача Предрага Иконића и сценаристе Владимира Тадића. На 5. Међународном салону стрипа у Београду стрип "Тајна белоградске несанице" тада деветогодишње Дејане Шкипине из Вишеграда освојио је специјалну награду жирија за зрео и маштовит израз у категорији аутора до 15 година. На истом салону спонзорску награду издавачке куће "Бели пут" из Београда освојио је стрип "Последња времена" бањалучанина Небојше Ђумића. Стрип "Sense and sensibility" сценаристе Марка Стојановића и цртача Милорада Вицановића освојио је спонзорску награду књижаре "Плато" из Београда. Магазин културне безбједности "БЛ фронт" у броју 2 у јуну 2007. године објављује двије табле стрипа "Огледало" Станка Гојића. Број 3 који је изашао у августу доноси прву епизоду стрипа "Из револта" сценаристе Владимира Тадића и цртача Предрага Иконића. У двоброју 19-20 лесковачког часописа за културу "Think Tank" објављен је стрип од три табле "Into the Blues" Предрага Иконића. Број 8 нишког стрип магазина "Стрип Пресинг" који је изашао у јулу донио је каиш стрипа "Лармаџије" Предрага Иконића и прву епизоду стрипа "Легенда о незваном јунаку" Милорада Вицановића. Подгоричка седмична новина "Ревија Д" током 2007. године објављује каишеве стрипа "Лармаџије" Предрага Иконића.
На 5. Међународном салону стрипа у Велесу, треће мјесто освојио је стрип Марка Стојановића и цртача Милорада Вицановића.На 6. Међународном салону стрипа у Београду стрип "Поема" Милана Ђиласа освојио је спонзорску награду нишког стрип магазина "Стрип Пресинг". Награду београдске издавачке куће "Весели четвртак" освојио је Милорад Вицановић са стрипом "Тужна судба Пере ложача". Од 21. до 27. априла у Сарајеву је у организацији удружења "Стрипопека иницијатива" постављена 2. изложба БХ стрип цртача на којој су учествовали и аутори из Републике Српске (Милорад Вицановић и Предраг Иконић). Македонски стрип магазин "Креатор" у броју 8 од априла 2008. године објављује стрип "Тајна Белоградске несанице" Дејане Шкипина. Почетком године десио се један од најважнијих стрип догађаја на просторима Републике Српске икад. Као логична посљедица повезивања домаћих стрип аутора, заједничких изложби, а све уз неисцрпну енергију Милорада Вицановића Мазе из Лакташа, од 11. до 13. априла 2008. године је у организацији Дома културе Лакташи одржан "1. салон стрипа – Лакташи 2008". Уз богат садржај гости салона били су стрип аутори из региона (Босна и Херцеговина, Србија, Хрватска, Македонија). Часопис за афирмацију стрипа "Ennea" из Новог Сада у свом првом (и једином) броју доноси репортажу о стрип салону у Лакташима и објављује награђивани стрип "Sense and sensibility" сценаристе Марка Стојановића и цртача Милорада Вицановића.
Двоброј 23-24 лесковачког часописа за културу "Think Tank" објавио је колор стрип "I lovе home sapiens" Милорада Вицановића. Македонски "Креатор" у броју 9 из јуна 2008. године објављује стрип "Into the Blues" Предрага Иконића. Издавачка кућа "System Comics" из Београда објавила је трећи по реду албум у боји из серијала "Вековници" сценаристе Марка Стојановића из Лесковца. Аутор цртежа треће епизоде која носи наслов "Прах" је Милорад Вицановић. У издању ИП "Београд" из Зрењанина Јован Братић објављује стрип свеску са историјском тематиком "Невесињска пушка". Исте године под истим окриљем објављена је и друга епизода "Невесињска пушка 2: Битка код Вучјег дола". Као специјално издање нишког "Стрип Пресинга" у едицији "Црно бели свет", а под редним бројем 2, 22. децембра 2008. године изашла је прва јужноморавска графичка новела "Екстра Геџа – татко на суперхероји". Ова едиција на својих 80-ак страна доноси и четири епизоде укупно 55 страна стрипа "Екстра Геџа" ког је визуелно осмислио Андрија Милојковић из Ниша, а све епизоде нацртао је Предраг Иконић. Сценариста стрипа је Дејан Стојиљковић, а као сарадници се појављују Дејан Костић и Марко Стојановић.
Од 10. до 12. априла 2009. године је у организацији Дома културе Лакташи одржан "2. салон стрипа – Лакташи 2009". Гости салона били су поново били стрип аутори из екс-Ју региона. Издавачка кућа Д.О.О. "LANAX" из Бања Луке објављује стрип свеску у боји под називом "Стрипови" састављену од 14 стрип табли аутора Милорада Вицановића раније објављених у часописима за дјецу "Буцко" и "Клик". Двоброј 9-10 нишког стрип магазина "Стрип Пресинг" који је изашао у јулу 2009. године донио је каиш стрипа "Лармаџије" Предрага Иконића и стрип "Први контакт" Милорада Вицановића. Издавачка кућа "System Comics" из Београда објавила је четврти по реду албум у боји из серијала "Вековници" сценаристе Марка Стојановића из Лесковца. Аутор цртежа четврте епизоде која носи наслов "Пепео" је Милорад Вицановић. Од 16. до 18. априла 2010. године је у организацији Дома културе Лакташи одржан традиционални "3. салон стрипа – Лакташи 2010". Гости салона били су поново стрип аутори из екс-Ју региона. Овај пут поред аутора гост салона био је и Игор Марковић, уредник у издавачкој кући "System Comics" из Београда. Број 11 нишког стрип магазина "Стрип Пресинг" који је изашао у јуну донио је поново каиш стрипа "Лармаџије" Предрага Иконића и таблу стрипа "How the East was won" сценаристе Марка Стојановића и цртача Милорада Вицановића. На 8. Међународном салону стрипа у Београду стрип "Легенда о незваном јунаку – појање друго" Милорада Вицановића освојио је награду издавачке куће "DARKWOOD" из Београда. Јован Братић из Невесиња објавио је своју трећу стрип свеску са историјским стриповима. На стотињак страница објављен је стрип "Вожд Карађорђе" у издању СКПД "Просвјета" из Билеће.
У Бањој Луци је априла 2011. основано Удружење стрип аутора и обожавалаца стрипа Републике Српске "Девета димензија" које окупља професионалне цртаче, сценаристе, публицисте и љубитеље стрипа у Републици Српској. Исте године ово удружење је покренуло стрип магазин "Парабелум (Parabellum)". У периоду од 15. до 17. априла 2011. одржаo се традиционални 4. Салон стрипа  - Лакташи 2011. Гости салона су били: Бернард Коле, Далибор Талајић, Енис Чишић, Леонид Пилиповић, Тихомир Челановић, Бојан Ђукић, Дражен Ковачевић, Дејан Стојиљковић, Дамјан Михајлов и Благоја Милевски.

## Стрип издавачи Републике Српске
- Радознали глас - лист за дјецу који је на посљедњој страни доносио колор рекламни стрип. Радознали глас је излазио у оквиру дневних новина Глас Српске од јануара 1992. године.
- Нови прелом - лист који је издавао два стрипа
- Школарац - школски лист је у сваком броју доносио двије табле стрипа "Мачак Тошо"
- Парабелум - стрип магазин који издаје Удружење стрип аутора и обожавалаца стрипа Републике Српске "Девета димензија".